# Lista siturilor arheologice din județul Alba - B
Lista siturilor arheologice din județul Alba - B conține toate siturile arheologice din județul Alba înscrise în Repertoriul Arheologic Național (RAN) și aflate în localități al căror nume începe cu litera B. RAN este administrat de Ministerul Culturii și Patrimoniului Național și cuprinde date științifice, cartografice, topografice, imagini și planuri, precum și orice alte informații privitoare la zonele cu potențial arheologic, studiate sau nu, încă existente sau dispărute.
Puteți căuta un sit din localitățile care încep cu litera B folosind formularul de mai jos sau puteți naviga prin toate siturile din județ la Lista siturilor arheologice din județul Alba.
| Cuprins                                                       |
| ------------------------------------------------------------- |
| Top - A B C D E F G H I J K L M N O P Q R S Ș T Ț U V W X Y Z |

| Cod RAN                                 | Denumire | Localitate                                            | Adresă            | Datare                                    | Descoperit | Coordonate                                          | Imagine           | Erori            |
| --------------------------------------- | --- | ----------------------------------------------------- | ----------------- | ----------------------------------------- | ---------- | --------------------------------------------------- | ----------------- | ---------------- |
| 7847.01.01 (Cod LMI: AB-I-s-B-00012)    | Villa rustica de la Băcăinți - "Obreje" / ansamblu anonim (Categorie: locuire civilă) (Tip: Villa rustica)                                         | sat Băcăinți, comuna Șibot                            | Obreje            | romană                                    |            | 46°34′23″N 23°29′17″E / 46.5729361111°N 23.488125°E | Încărcați imagine | Raportați eroare |
| 1035.02.01 (Cod LMI: AB-I-s-B-00013)    | Necropola romană de la Bărăbanț - "Tabla Grofului" / ansamblu anonim (Categorie: descoperire funerară) (Tip: Necropolă)                            | localitate componentă Bărăbanț, municipiul Alba Iulia | Tabla Grofului    |                                           |            |                                                     | Încărcați imagine | Raportați eroare |
| 2997.01.01 (Cod LMI: AB-I-m-B-00014.02) | Necropolele de la Berghin- În Peri / ansamblu anonim (Categorie: descoperire funerară) (Tip: Necropolă)                                            | sat Berghin, comuna Berghin                           | În Peri           | sec. II-III                               |            |                                                     | Încărcați imagine | Raportați eroare |
| 2997.01.02 (Cod LMI: AB-I-m-B-00014.01) | Necropolele de la Berghin- În Peri / ansamblu anonim (Categorie: descoperire funerară) (Tip: Necropolă)                                            | sat Berghin, comuna Berghin                           | În Peri           | sec. VII-VIII                             |            |                                                     | Încărcați imagine | Raportați eroare |
| 5247.01.01 (Cod LMI: AB-I-s-B-00015)    | Așezarea medievală de la Beța / ansamblu anonim (Categorie: locuire civilă) (Tip: Așezare)                                                         | sat Beța, comuna Lopadea Nouă                         |                   | sec. XI - XIII                            |            |                                                     | Încărcați imagine | Raportați eroare |
| 3404.01.01 (Cod LMI: AB-I-s-A-00016)    | Necropola medievală de la Blandiana - "În vii" / ansamblu anonim (Categorie: necropolă) (Tip: Necropolă)                                           | sat Blandiana, comuna Blandiana                       | În vii            | sec. X - XI                               |            | 45°57′55″N 23°23′46″E / 45.96528°N 23.39611°E       | Încărcați imagine | Raportați eroare |
| 3404.02.01 (Cod LMI: AB-I-s-B-00017)    | Necropola celtică de la Blandiana- Depozitul MAN / ansamblu Necropolă celtică (Categorie: descoperire funerară) (Tip: Necropolă)                   | sat Blandiana, comuna Blandiana                       | Depozitul MAN     | Celtică                                   |            |                                                     | Încărcați imagine | Raportați eroare |
| 3404.03.01 (Cod LMI: AB-I-s-B-00018)    | Așezarea daco-romană de la Blandiana - "Lunca popii" / ansamblu anonim (Categorie: locuire civilă) (Tip: Așezare)                                  | sat Blandiana, comuna Blandiana                       | Lunca popii       |                                           |            |                                                     | Încărcați imagine | Raportați eroare |
| 4945.01.01 (Cod LMI: AB-I-s-B-00019)    | Așezarea Wietenberg de la Bucerdea Vinoasă - "Curături" / ansamblu anonim (Categorie: locuire civilă) (Tip: Așezare)                               | sat Bucerdea Vinoasă, comuna Ighiu                    | Curături          | Wietenberg                                |            |                                                     | Încărcați imagine | Raportați eroare |
| 5121.01                                 | Daltă neolitică de la Bălcaciu - "Grădina Popii" (Categorie: descoperire izolată) (Tip: obiect izolat)                                             | sat Bălcaciu, comuna Jidvei                           | Grădina Popii     |                                           |            |                                                     | Încărcați imagine | Raportați eroare |
| 5256.01                                 | Așezarea eneolitică din piatră de la Băgău - "Fundătura" (Categorie: locuire) (Tip: așezare)                                                       | sat Băgău, comuna Lopadea Nouă                        | Fundătura         |                                           |            |                                                     | Încărcați imagine | Raportați eroare |
| 5256.01.02                              | Așezarea eneolitică din piatră de la Băgău - "Fundătura" / ansamblu anonim (Categorie: locuire) (Tip: Așezare)                                     | sat Băgău, comuna Lopadea Nouă                        | Fundătura         | Cluj - Cheile Turzii - Lumea Nouă - Iclod |            |                                                     | Încărcați imagine | Raportați eroare |
| 7847.02.01                              | Așezarea preistorică la Băcăinți- Piatra Tomii / ansamblu anonim (Categorie: locuire civilă) (Tip: Așezare)                                        | sat Băcăinți, comuna Șibot                            | Piatra Tomii      |                                           |            |                                                     | Încărcați imagine | Raportați eroare |
| 7838.01.01                              | Așezarea neolitică de la Balomiru de Câmp- Gura Văii Cioarei / ansamblu anonim (Categorie: locuire civilă) (Tip: Așezare)                          | sat Balomiru de Câmp, comuna Șibot                    | Gura Văii Cioarei | Vinča                                     |            |                                                     | Încărcați imagine | Raportați eroare |
| 7838.01.02                              | Așezarea neolitică de la Balomiru de Câmp- Gura Văii Cioarei / ansamblu anonim (Categorie: locuire civilă) (Tip: Așezare)                          | sat Balomiru de Câmp, comuna Șibot                    | Gura Văii Cioarei | Starčevo - Criș                           |            |                                                     | Încărcați imagine | Raportați eroare |
| 1035.01.01                              | Așezarea neolitică de la Bărăbanț-Luncă / ansamblu anonim (Categorie: locuire civilă) (Tip: Așezare)                                               | localitate componentă Bărăbanț, municipiul Alba Iulia | Luncă             | Petrești                                  |            |                                                     | Încărcați imagine | Raportați eroare |
| 5247.02                                 | Topor preistoric de la Beța - "Dealul Beței" (Categorie: descoperire izolată) (Tip: obiect izolat)                                                 | sat Beța, comuna Lopadea Nouă                         | Dealul Beței      |                                           |            |                                                     | Încărcați imagine | Raportați eroare |
| 2997.02.01                              | Așezarea neolitică de la Berghin - "Într-o Vie" / ansamblu anonim (Categorie: locuire civilă) (Tip: Așezare)                                       | sat Berghin, comuna Berghin                           | Într-o Vie        |                                           |            |                                                     | Încărcați imagine | Raportați eroare |
| 2997.03.01                              | Așezările eneolitice de la Berghin- Vatra Satului / ansamblu anonim (Categorie: locuire civilă) (Tip: Așezare)                                     | sat Berghin, comuna Berghin                           | Vatra satului     |                                           |            |                                                     | Încărcați imagine | Raportați eroare |
| 2997.04.01                              | Așezarea Petrești de la Berghin - "punctul Zăcătoare" / ansamblu anonim (Categorie: locuire civilă) (Tip: Așezare)                                 | sat Berghin, comuna Berghin                           | Zăcătoare         | Petrești                                  |            |                                                     | Încărcați imagine | Raportați eroare |
| 2997.05.01                              | Așezarea Petrești de la Berghin- Lăscău / ansamblu anonim (Categorie: locuire civilă) (Tip: Așezare)                                               | sat Berghin, comuna Berghin                           | Lăscău            | Petrești                                  |            |                                                     | Încărcați imagine | Raportați eroare |
| 2997.06.01                              | Așezarea eneolitică de la Berghin -"la Podei" / ansamblu anonim (Categorie: locuire civilă) (Tip: Așezare)                                         | sat Berghin, comuna Berghin                           | La Podei          |                                           |            |                                                     | Încărcați imagine | Raportați eroare |
| 3404.04.01                              | Situl arheologic de la Blandiana / ansamblu anonim (Categorie: locuire civilă) (Tip: Așezare)                                                      | sat Blandiana, comuna Blandiana                       |                   | Tiszapolgár                               |            |                                                     | Încărcați imagine | Raportați eroare |
| 3404.04.02                              | Situl arheologic de la Blandiana / ansamblu anonim (Categorie: locuire civilă) (Tip: Așezare)                                                      | sat Blandiana, comuna Blandiana                       |                   | Bodrogkeresztur                           |            |                                                     | Încărcați imagine | Raportați eroare |
| 1357.01.01                              | Așezarea neolitică de la Blaj- La Peri / ansamblu anonim (Categorie: locuire civilă) (Tip: Așezare)                                                | municipiul Blaj                                       | La Peri           |                                           |            |                                                     | Încărcați imagine | Raportați eroare |
| 7892.01                                 | Topor neolitic de la Biia (Categorie: descoperire izolată) (Tip: obiect izolat)                                                                    | sat Biia, comuna Șona                                 |                   |                                           |            |                                                     | Încărcați imagine | Raportați eroare |
| 4204.01                                 | Topor neolitic de la Bucerdea Grânoasă - "După Pădure" (Categorie: descoperire izolată) (Tip: obiect izolat)                                       | sat Bucerdea Grânoasă, comuna Bucerdea Grânoasă       | După Pădure       |                                           |            |                                                     | Încărcați imagine | Raportați eroare |
| 4204.02                                 | Obiecte neolitice de la Bucerdea Grânoasă - "În Față" (Categorie: descoperire izolată) (Tip: obiect izolat)                                        | sat Bucerdea Grânoasă, comuna Bucerdea Grânoasă       | În Față           |                                           |            |                                                     | Încărcați imagine | Raportați eroare |
| 3468.01.01                              | Situl roman de la Bucium - "Vulcoi-Corabia" / ansamblu anonim (Categorie: locuire civilă) (Tip: Așezare)                                           | sat Bucium, comuna Bucium                             | Vulcoi-Corabia    | sec. II-III                               | 1878       |                                                     | Încărcați imagine | Raportați eroare |
| 1357.03.01 (Cod LMI: AB-II-m-A-00187)   | Situl Catedralei "Sfânta Treime" Blaj / ansamblu Catedrala greco - catolică "Sf. Treime" (Categorie: structură de cult/religioasă) (Tip: Biserică) | municipiul Blaj                                       | Piața 1848, nr. 1 | 1738 - 1749, adăugiri 1837                |            | 46°10′25″N 23°55′23″E / 46.17361°N 23.92306°E       | Încărcați imagine | Raportați eroare |
| 3468.02.01                              | Necropola romană de la Bucium- La Poduri / ansamblu anonim (Categorie: descoperire funerară) (Tip: Necropolă de incinerație)                       | sat Bucium, comuna Bucium                             | La Poduri         |                                           |            |                                                     | Încărcați imagine | Raportați eroare |
| 3468.03.01                              | Mina romană de la Bucium- Citera Slăveșoi / ansamblu anonim (Categorie: exploatare/carieră) (Tip: galerii miniere)                                 | sat Bucium, comuna Bucium                             | Citera Slăveșoi   |                                           |            |                                                     | Încărcați imagine | Raportați eroare |
| 3458.04.01                              | Situl arheologic de la Bucium-Frasin / ansamblu anonim (Categorie: locuire) (Tip: Așezare)                                                         | sat Bucium, comuna Bucium                             | Frasin            |                                           |            |                                                     | Încărcați imagine | Raportați eroare |
| 34568.04.02                             | Situl arheologic de la Bucium-Frasin / ansamblu anonim (Categorie: locuire) (Tip: Așezare)                                                         | sat Bucium, comuna Bucium                             | Frasin            | sec. XVII-XIX                             |            |                                                     | Încărcați imagine | Raportați eroare |
| 1035.03                                 | Cercetare arheologică preventivă fără urme arheologice la Bărăbanț-La Fermă (Categorie: neprecizată) (Tip: neprecizat)                             | localitate componentă Bărăbanț, municipiul Alba Iulia | La Fermă          |                                           |            |                                                     | Încărcați imagine | Raportați eroare |
| 7838.03.01                              | Morminte romane la Balomiru de Câmpie-extravilan / ansamblu anonim (Categorie: descoperire funerară) (Tip: Necropolă)                              | sat Balomiru de Câmp, comuna Șibot                    | Extravilan        |                                           |            |                                                     | Încărcați imagine | Raportați eroare |
| 7838.02.01                              | Situl arheologic de la Balomiru de Câmpie-Pârâul Sărății / ansamblu anonim (Tip: Clădire)                                                          | sat Balomiru de Câmp, comuna Șibot                    | Pârâul Sărății    | sec. II-III                               |            | 45°55′52″N 23°22′10″E / 45.93111°N 23.36944°E       | Încărcați imagine | Raportați eroare |
| 7838.02.02                              | Situl arheologic de la Balomiru de Câmpie-Pârâul Sărății / ansamblu anonim (Tip: Așezare)                                                          | sat Balomiru de Câmp, comuna Șibot                    | Pârâul Sărății    | sec. XII                                  |            | 45°55′52″N 23°22′10″E / 45.93111°N 23.36944°E       | Încărcați imagine | Raportați eroare |
| 7838.02.03                              | Situl arheologic de la Balomiru de Câmpie-Pârâul Sărății / ansamblu anonim (Tip: Locuire)                                                          | sat Balomiru de Câmp, comuna Șibot                    | Pârâul Sărății    |                                           |            | 45°55′52″N 23°22′10″E / 45.93111°N 23.36944°E       | Încărcați imagine | Raportați eroare |